# Пантелей Цветков
Пантелей Тодоров Цветков е български архитект.

## Биография
Завършва архитектура в Грац, Австрия (1923).
Работи в Министерството на обществените сгради, пътищата и благоустройството (1923 – 1928). На частна практика е от 1928 г.
Архитект Цветков работи като:
- главен архитект в проектантска организация към МНО (1951 – 1952)
- главен проектант в „Главпроект“ (1952 – 1954)

Успешно претворява форми от националното архитектурно наследство – изработва проекти за дърворезби (иконостас и мебели в Софийската митрополия, владишки и царски трон в черквата „Св. Неделя" в София, резиденцията на патриарха в Драгалевския манастир), както и уникални детайли.
Участва успешно в множество архитектурни конкурси: Общински дом в Шумен – построен, катедрала „Св. Неделя“ в София – 2-ра награда, Общински театър в Пловдив – 3-та награда.
Публикувани са посмъртно негови „Архитектурни скици и рисунки“ (1956). Негови живописни творби са използвани за илюстриране на възрожденското архитектурно наследство в албуми, монографии – на П. Койчев, Ч. Мутафов, А. Протич и др. Днес те имат не само художествена, но и документална стойност.
Архитект Цветков е основател и първи секретар на Българското архитектурно дружество от 1927 г., предшестващо БИАД (1937), САБ (1965) и КАБ (2004).

## Проекти
Автор е на значими архитектурни обекти до средата на XX век, в това число:
- Северното крило на Парламента с фоайето (1928 – 1930), София[3]
- Софийска митрополия (1928 – 1930)
- Резиденция на патриарха в Драгалевския манастир, София (1928 – 1930)
- Ветеринарен факултет на Софийския университет (1928 – 1940)
- Мавзолей-костница на Априлското въстание в Копривщица (1926)
- Катедрален храм „Рождество Богородично“, Велико Търново
- Сграда на общината (сега РДВР), Шумен
- Църква „Св. Три светители“, Шумен
- Църква „Св. Йоан Рилски“, Пловдив
- Почивен дом на журналиста, Банкя
- Къщата на Димитър Здравков (1929), София[4]

## Памет
На Пантелей Цветков е наречена улица в квартал „Витоша“ в София (Карта).